# Polyascus gregarius
Polyascus gregarius is een krabbezakjessoort uit de familie van de Sacculinidae. De wetenschappelijke naam van de soort is voor het eerst geldig gepubliceerd in 1935 door Okada & Miyashita.